# Nagel (Orgelbauer)
Nagel ist der Name von Orgelbauern in Großenhain in Sachsen.

## Geschichte
Der Begründer der Orgelbaufirma war Gottlob Heinrich Nagel (* 29. Dezember 1805 in Grünberg bei Radeberg; † 10. August 1883 in Großenhain), Sohn des Stellmachers Johann Christian Nagel und von Johanna Sophia Kotte aus Grünberg, ein Bruder war der Geodäsieprofessor Christian August Nagel.
Gottlob Heinrich Nagel machte wahrscheinlich eine Ausbildung in Dresden und wirkte zuerst in Königsbrück. Bei wem Gottlob Heinrich Nagel den Orgelbau erlernte, ist nicht bekannt. Um 1830 gründete er eine Orgelbaufirma in Großenhain. Um 1870 gab er diese an seine Söhne Karl Theodor (* 30. Januar 1837 in Welxande; † 25. September 1917 in Großenhain) und Bernhard August (* 22. Oktober 1846 in Großenhain; † 24. Dezember 1937 ebenda) ab. Die Firma firmierte unter dem Namen „Gebr. Nagel“. Sie bestand 1917 noch und wurde wahrscheinlich um 1920 geschlossen.
Von der Orgelbauerfamilie Nagel sind über 30 gebaute Instrumente in Sachsen, der Lausitz und vereinzelt Schlesien bekannt. Die meist kleineren Orgelneubauten verfügen im Durchschnitt über zwölf, die wenigen größeren Werke über bis zu 20 Register.

## Werkliste
Die Größe der Instrumente wird durch die Anzahl der Manuale (5. Spalte) und die Anzahl der klingenden Register (6. Spalte) angezeigt. „P“ steht für ein selbstständiges Pedal. Kursivschrift zeigt an, dass die Orgel nicht mehr oder nur der Prospekt erhalten ist.
| Jahr      | Ort                        | Gebäude                 | Bild | Manuale | Register | Bemerkungen |
| --------- | -------------------------- | ----------------------- | ---- | ------- | -------- | --- |
| 1828–1829 | Reichenbach                | Ev. Kirche              |      | I/P     | 12       | Orgelneubau durch Gottlob Heinrich Nagel |
| 1831      | Naunhof                    | Dorfkirche Naunhof      |      | I/P     | 12       | Orgelneubau durch Gottlob Heinrich Nagel; 1882 durch Friedrich Ladegast ersetzt |
| 1835      | Strauch                    | Dorfkirche Strauch      |      | I/P     | 6        | Orgelneubau durch Gottlob Heinrich Nagel; nicht erhalten |
| 1840      | Gorden                     | Dorfkirche              |      | I       | 6        | Orgelneubau durch Gottlob Heinrich Nagel ohne Pedal; mit originalen Kastenbälgen erhalten |
| 1841      | Oberebersbach              | Ev. Kirche              |      | I/P     | 12       | Orgelneubau durch Gottlob Heinrich Nagel |
| 1845      | Hohenbocka                 | Dorfkirche Hohenbocka   |      | I/P     | 10       | Orgelneubau durch Gottlob Heinrich Nagel; erhalten |
| 1848      | Ponickau (Thiendorf)       | Dorfkirche              |      | I/P     | 12       | Orgelneubau durch Gottlob Heinrich Nagel; 1870 durch Gebr. Nagel auf II/P/18 erweitert |
| 1847      | Görzig                     | Ev. Kirche              |      | I/P     | 7        | Orgelneubau durch Gottlob Heinrich Nagel; erhalten |
| 1853      | Röderau                    | Ev. Kirche              |      | I/P     | 12       | Orgelneubau durch Gottlob Heinrich Nagel |
| 1855      | Streumen                   | Ev. Kirche              |      | I/P     | 12       | Orgelneubau durch Gottlob Heinrich Nagel |
| 1857      | Krakau                     | Ev. Kirche              |      | I/P     | ?        | Orgelneubau durch Gottlob Heinrich Nagel; später auf II/P/18 erweitert (seit 1938 aufgrund der Zerstörung von Dorf und Kirche wegen der Lage dergleichen auf dem Truppenübungsplatz Königsbrück verschollen) |
| 1858      | Lichtensee                 | Dorfkirche Lichtensee   |      | I/P     | 9        | Orgelneubau durch Gottlob Heinrich Nagel; 1898 auf II/P/12 erweitert; erhalten |
| 1859      | Sörnewitz (Cavertitz)      | Ev. Kirche              |      | I/P     | 11       | Orgelneubau durch Gottlob Heinrich Nagel |
| 1862      | Altdöbern                  | Ev. Kirche              |      | I/P     | 12       | Orgelneubau durch Gottlob Heinrich Nagel |
| nach 1862 | Nieska                     | Dorfkirche Nieska       |      | I/P     | 9        | Orgelneubau durch Gottlob Heinrich Nagel; erhalten (I/P/7) |
| ab 1863   | Wülknitz                   | Dorfkirche              |      | I/P     | 11       | Orgelneubau durch Gottlob Heinrich Nagel unter Mitarbeit seiner Söhne; erhalten |
| 1866      | Sedlitz                    | Dorfkirche              |      | I/P     | 12       | Orgelneubau durch Gottlob Heinrich Nagel unter Mitarbeit seiner Söhne; nicht erhalten |
| 1868      | Schwepnitz                 | Dorfkirche              |      | II/P    | 18       | Orgelneubau durch Gottlob Heinrich Nagel unter Mitarbeit seiner Söhne |
| 1869      | Zaußwitz                   | Dorfkirche              |      | I/P     | 11       | Orgelneubau durch Gottlob Heinrich Nagel unter Mitarbeit seiner Söhne |
| 1872      | Oelsnitz                   | Dorfkirche              |      | II/P    | 19       | Orgelneubau durch Gottlob Heinrich Nagel; erhalten |
| 1875      | Weida (Riesa)              | Dorfkirche              |      | I/P     | 10       | Orgelneubau durch Gebr. Nagel; 1973 umgesetzt nach Obergruna; erhalten |
| 1876      | Ottendorf-Okrilla          | Ev. Kirche              |      | II/P    | 19       | Orgelneubau durch Gebr. Nagel; erhalten |
| 1878      | Berggießhübel              | Stadtkirche             |      | II/P    | 19       | Orgelneubau durch Gebr. Nagel; erhalten |
| 1879      | Blankenstein               | Dorfkirche              |      | II/P    | 20       | größter Orgelneubau durch Gebr. Nagel |
| 1888      | Senftenberg                | Wendische Kirche        |      | II/P    | 11       | Orgelneubau durch Gebr. Nagel; 1954–1969 in Peter-Paul-Kirche (Senftenberg); nicht erhalten |
| 1890      | Großkoschen, Niederlausitz | Dorfkirche              |      | I/P     | 12       | Orgelneubau durch Gebr. Nagel, opus 24, erster Voranschlag und Instrument erhalten |
| 1892–1893 | Hamburg                    | Justizvollzugsanstalt V |      | I/P     | 10       | Orgelneubau durch Gebr. Nagel; erhalten |